# Hedgehog
Hedgehog (còn được gọi là Máy phóng chống tàu ngầm) là một kiểu súng cối chống tàu ngầm phóng ra phía trước được sử dụng chủ yếu trong Chiến tranh thế giới thứ hai. Kiểu vũ khí do Hải quân Hoàng gia Anh phát triển này bắn ra một loạt 24 quả đạn cối cọc (spigot mortar) ra phía trước một con tàu khi tấn công một tàu ngầm U-boat đối phương. Nó được bố trí trên những tàu chiến làm nhiệm vụ hộ tống vận tải, như tàu khu trục, tàu frigate hay tàu corvette để bổ sung cho vũ khí mìn sâu.
Vì quả đạn cối sử dụng kíp nổ tiếp xúc (va chạm) thay vì kíp nổ định thời gian hoặc kíp nổ cảm ứng độ sâu, vụ nổ xảy ra trực tiếp trên vật cứng va chạm, như trên bề mặt tàu ngầm đối phương, nên gây ra hiệu quả phá hủy lớn hơn mìn sâu, vốn dựa trên nguyên tắc gây hư hại do sức ép của vụ nổ. Thống kê trong Thế Chiến II cho thấy tàu chiến Anh đã tấn công 5.174 lượt bằng mìn sâu và tiêu diệt được 85,5, đạt một tỉ lệ tiêu diệt 60,5:1. Để so sánh Hedgehog đã tấn công 268 lần và tiêu diệt được 47, đạt được tỉ lệ tiêu diệt đến 5,7:1.

## Phát triển
Cái tên "Hedgehog" (con nhím) được đặt cho loại vũ khí này vì những dãy cọc phóng khi chưa lắp đạn tương tự như gai nhím. Vũ khí này nhằm thay thế cho kiểu súng cối Fairlie không thành công vốn đã được thử nghiệm trên tàu khu trục HMS Whitehall vào năm 1941. Fairlie được thiết kế để phóng mìn sâu ra phía trước con tàu khi tấn công một tàu ngầm đối phương. Nguyên tắc phóng quả đạn ra phía trước thay vì thả quả đạn ở phía đuôi tàu được xem là thỏa đáng, cho dù Fairlie bị thất bại. Nghiên cứu bí mật này do Ban chỉ đạo Phát triển Vũ khí Tiện ích (DMWD: Directorate of Miscellaneous Weapons Development) thực hiện đã đưa đến sự phát triển Hedgehog.
Vũ khí là một kiểu súng cối cọc đa nòng do Trung tá Pháo binh Hoàng gia Stewart Blacker phát triển giữa hai cuộc thế chiến, dựa trên loại súng cối hầm hào của bộ binh thời Thế Chiến I. Kiểu này sử dụng một cọc phóng cho nhiều cỡ đầu đạn khác nhau, và thuốc phóng là một phần tích hợp trong quả đạn. Việc áp dụng kiểu vũ khí này sang hải quân được thực hiện phối hợp với MD1, Tổ chức Nghiên cứu và Phát triển Quân sự dưới quyền Thiếu tá Millis Jefferis, người đã đem thiết kế của Blacker sang áp dụng cho Lục quân. Vũ khí này bắn một loạt 24 quả đạn cối theo một vòng cung, nhắm đến một khu vực hình tròn hay hình ellip phía trước con tàu. Những cọc phóng ban đầu được đặt trên bệ cố định, nhưng sau này được thay thế bằng bệ cân bằng bởi con quay hồi chuyển để loại trừ yếu tố nhấp nhô và chòng chành của con tàu.
Hệ thống vũ khí này được phát triển nhằm giải quyết vấn đề mục tiêu tàu ngầm biến mất khỏi sonar ASDIC của con tàu khi mục tiêu ở gần hơn khoảng cách tối thiểu của sonar. Do tốc độ truyền âm trong nước, thời gian để tiếng dội âm thanh từ mục tiêu quay trở lại con tàu trở nên quá ngắn, đến mức người vận hành không thể phân biệt được. Tuy nhiên khoảng cách tối thiểu này vẫn còn ngoài tầm hoạt động hiệu quả của mìn sâu. "Khoảng mù" này khiến cho mục tiêu tàu ngầm không bị sonar phát hiện, cho phép đối thủ cơ động lẩn tránh mà không bị phát hiện. Giải pháp cho vấn đề là một kiểu vũ khí bố trí tại sàn trước con tàu và bắn đạn pháo ra trước mũi tàu trong khi tàu ngầm mục tiêu vẫn còn dò được bằng sonar.

## Lịch sử
Hedgehog được đưa vào sử dụng từ năm 1942. Mang một liều thuốc nổ 16 kg (35 lb) Torpex, mỗi quả đạn cối có đường kính 18 cm (7,1 in) và nặng khoảng 29,5 kg (65 lb). Các cọc phóng được đặt chéo góc sao cho các quả đạn cối sẽ rơi trong khu vực với đường kính 40 m (130 ft), khoảng 180–225 m (591–738 ft) phía trước vị trí của con tàu. Các quả đạn sau đó sẽ chìm với vận tốc 7 m/s (23 ft/s).  Chúng sẽ đạt đến độ sâu của một tàu U-boat, ví dụ như 200 ft (61 m) trong vòng 9 giây.
Dàn phóng nguyên mẫu được thử nghiệm trên tàu khu trục HMS Westcott vào năm 1941, nhưng không tiêu diệt được tàu ngầm đối phương nào mãi cho đến tháng 11 năm 1942, sau khi đã được trang bị cho trên 100 tàu chiến. Tỉ lệ thành công vào ban đầu là khoảng 5%, chỉ nhỉnh hơn so với hiệu quả của mìn sâu. Sóng biển động và bụi nước thường xuyên bao trùm dàn phóng do thời tiết biển khắc nghiệt tại Bắc Đại Tây Dương, và những cố gắng phóng đạn từ dàn phóng bị ẩm ướt gặp trục trặc do ngắn mạch, khiến bắn ra loạt đạn không hoàn toàn. Một quả mìn sâu không trúng đích vẫn tạo ra một vụ nổ, tạo cảm giác cho thủy thủ đoàn rằng họ đã gây hư hại cho đối thủ hay ít nhất làm mất tinh thần đối phương; một quả Hedgehog bị trượt sẽ im lặng đến nản lòng. Hải quân Hoàng gia sử dụng loại vũ khí này hiếm đến mức vào đầu năm 1943, một chỉ thị được đưa ra yêu cầu hạm trưởng các tàu có trang bị Hedgehog báo cáo tại sao họ không sử dụng chúng khi bắt gặp mục tiêu dưới nước. Những báo cáo này đổ lỗi cho việc thủy thủ đoàn không có kinh nghiệm và vũ khí ít được tin cậy. Tuy nhiên sau khi một sĩ quan thuộc DMWD được gửi đến căn cứ hải quân tại Londonderry, Bắc Ireland nơi đặt căn cứ của các tàu hộ tống, với việc huấn luyện tốt hơn và trao đổi kinh nghiệm những trường hợp tấn công bằng Hedgehog thành công, tỉ lệ thành công được cải thiện đáng kể. Đến cuối chiến tranh, thống kê cho thấy rằng tính trung bình, với năm lượt tấn công bằng Hedgehog sẽ diệt được một tàu ngầm đối phương (so với một tàu ngầm bị tiêu diệt sau 80 lượt tấn công bằng mìn sâu).

## Đặc tính chung
Đạn
- Trọng lượng: 65 lb (29 kg)
- Đường kính: 7,2 in (183 mm)
- Chiều dàu: 3 ft 10,5 in (1.181 mm)
- Liều thuốc nổ: 30 lb (14 kg) TNT hoặc 35 lb (16 kg) Torpex
- Tầm xa: khoảng 250 yd (230 m)
- Tốc độ chìm: 22–23,5 ft/s (6,7–7,2 m/s)
- Kíp nổ: Tiếp xúc, loại nổ mạnh

Dàn phóng

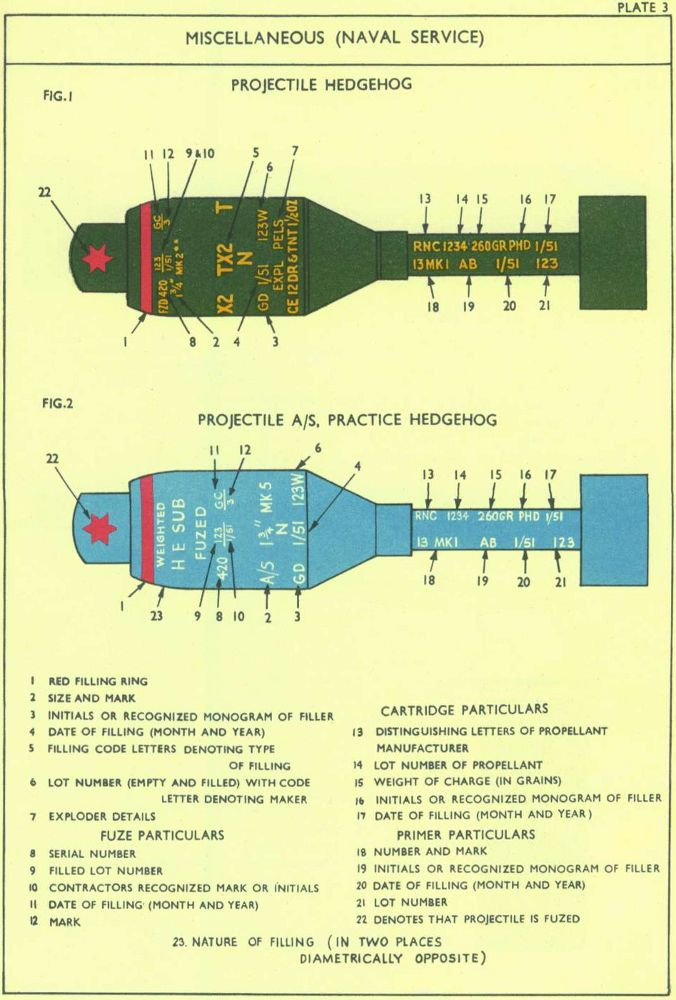
Sơ đồ quả đạn cối Hedgehog và đạn thực hành

- Thứ tự phóng: Từng cặp dạng sóng, cách nhau 1/10 giây
- Thời gian nạp đạn: khoảng 3 phút

### Các biến thể
- Mark 10: khu vực đạn rơi hình ellip kích thước khoảng 140 nhân 120 foot (43 m × 37 m) ở tầm xa 200 thước Anh (180 m).
- Mark 11: khu vực đạn rơi hình tròn đường kính 200 foot (61 m) ở tầm xa 188 thước Anh (172 m).
- Mark 15: khu vực đạn rơi như biến thể Mark 11, đặt trên bệ được cải biến từ một khẩu đội phòng không Bofors 40 mm bốn nòng. Biến thể Mark 15 có thể khai hỏa từ xa từ phòng hải đồ con tàu.